# ميشيل ستيفنسون
ميشيل ستيفنسون (بالإنجليزية: Michelle Stephenson)‏ هي صحفية ومقدمة تلفزيونية ومغنية بريطانية، ولدت في 3 يناير 1977 في أبينغدون أون تيمز ‏ في المملكة المتحدة.